# ジョン・ヌワンコ
ジョン・チェタウヤ・ヌワンコ・ドナルド (John Chetauya Nwankwo Donald, 2000年9月25日 - )は、スペイン・ムルシア州ムルシア出身のサッカー選手。エルチェCF所属。ポジションはMF。

## クラブ経歴
地元のレアル・ムルシアのカンテラを経て、2015年にビジャレアルCFのユースチームに入団。2019年にCチームに昇格し、2019-20シーズンはCチームで8試合に出場。2020年9月にエルチェCFと契約。Bチームに配属され、8試合に出場した後12月にトップチームに昇格。16日コパ・デル・レイのCDブニョール戦でトップチームデビューを果たし、1-2で勝利。更に19日のラ・リーガのアトレティコ・マドリード戦でも先発で出場し、トップリーグデビュー。前半のみで交代となり、試合も1-3で敗戦。2020-21シーズン、2021-22シーズンともリーガでは2試合に出場。2022-23シーズンは開幕戦のレアル・ベティス戦に先発で起用されるも、前半17分に一発退場となり、試合も0-3で敗れた。

## 人物
- ヌワンコの一家はナイジェリアにルーツを持つ[3]。